# Магацин
Магацин или складиште је грађевински објект или просторија у којој се чувају материјална средства. Може бити самосталан или у склопу складишта. У зависности од намене могу се подијелити на једнородне (чува се једна врста материјала) и мјешовите. При изградњи магацина треба водити рачуна о отпорности на пожар, поплаве, избору мјеста, утовару и истовару, влази, прилазним путевима, природном освјетљењу и другим факторима, као што је организација противпожарне службе.
Обично имају утоварне станице за утовар и истовар робе из камиона. Понекад су складишта дизајнирана за утовар и истовар робе директно са железнице, аеродрома или морских лука. Често имају дизалице и виљушкаре за кретање робе, који се обично постављају на стандардне ISO палете, а затим се утоварују у палетне регале. Складиштена роба може укључивати било које сировине, материјале за паковање, резервне делове, компоненте или готову робу у вези са пољопривредом, производњом и продукцијом. У Индији и Хонгконгу, складиште се понекад назва „годовн”. У Шангајском Бунду такође има годовна.

## Историја

### Праисторија и античка историја
Складиште се функционално може дефинисати као зграда у којој се чувају расути производи или роба за комерцијалне сврхе. Изграђени облик складишних структура током времена зависи од многих контекста: материјала, технологија, локација и култура.
У том смислу, складиште следи потребу за комуналним или државним масовним складиштењем вишка хране. Праисторијске цивилизације су се ослањале на јаме за складиштење у власништву породице или заједнице, или складишта „палате“, као што је Кносос, да би заштитили вишак хране. Археолог Колин Ренфру је тврдио да је прикупљање и складиштење пољопривредних вишкова у минојским „палатама“ из бронзаног доба кључни састојак у формирању протодржавне моћи.
Потреба за складиштима развила се у друштвима у којима је трговина достигла критичну масу која је захтевала складиштење у неком тренутку процеса размене. Ово је било веома очигледно у старом Риму, где је хореум постао стандардни грађевински облик. Највише проучавани примери су у Остији, лучком граду који је служио Риму. Horrea Galbae, складишни комплекс на путу према Остији, показује да би ове зграде могле бити значајне, чак и по савременим стандардима. Комплекс Галбинске хореје садржао је 140 просторија само у приземљу, покривајући површину од око 225.000 квадратних стопа (21.000 m²). Као референтна тачка, мање од половине америчких складишта данас је веће од 100.000 квадратних стопа (9290 m²).

### Средњовековна Европа
Потреба за магацином подразумева поседовање превеликих количина робе да би се ускладиштила у кућном магацину. Као што потврђује законодавство које се односи на наплату дажбина, неки средњовековни трговци широм Европе обично су држали робу у својим великим кућним оставама, често у приземљу или у подрумима. Пример је Фондако деј Тедечи, значајан део немачких трговаца у Венецији, који је комбиновао стан, складиште, пијацу и одаје за путнике.
Од средњег века па надаље, наменска складишта су изграђена око лука и других комерцијалних чворишта да би се олакшала трговина великих размера. Складишта трговачке луке Бриген у Бергену, Норвешка (сада место светске баштине), показују карактеристичне европског сљемењака дрвене форме који датирају из касног средњег века, иако је оно што је остало данас углавном обновљено у истом традиционалном стилу након великих пожара 1702. 1955. године.

## Типологија
Складишта се генерално сматрају индустријским зградама и обично се налазе у индустријским окрузима или зонама (као што су периферије града). LoopNet категорише складишта користећи „индустријски” тип имовине. Национални мануел трошкова изградње Крафтсман бук компаније из 2018. године наводи „Складишта“ у оквиру „Секције индустријских структура“. У УК, складишта су класификована према Закону о планирању града и земље из 1990. као индустријска категорија Б8 Складиштење и дистрибуција.
Типови складишта укључују складиштне магацине, дистрибутивне центре (укључујући центре за испуњавање обавеза и терминале за камионе), малопродајна складишта, хладњаче и флекс простор.

### Магацинска продавница
Овде је излагана роба за кућну трговину. То би била готова роба - као што су најновије памучне блузе или модни предмети. Њихово улично прочеље било је импресивно, те су узели италијанске палаци стилове. Складишта су сада више технолошки оријентисана и помажу у повезивању залиха са малопродајом на прецизан начин.
Конструкција Ричарда Кобдена у улици Мосли у Манчестеру била је прво палацо складиште. Већ је било седам складишта у улици Портланд када је предузеће С. & Ј. Ватс & Ко. започело изградњу сложеног складишта Ватс из 1855. године, али су још четири отворена пре него што је завршено.